# Hémérica
L’Hémérica est un bateau de pêche reconverti en musée dans le port de Concarneau (France).

## Histoire
Ce chalutier semi-industriel a été construit en 1957 à Saint-Nazaire aux Ateliers et chantiers des Forges de l'Ouest. Il s'agit d'un chalutier « classique », c'est-à-dire pêchant sur le côté. Il est à l'époque construit pour un armement lorientais l'armement Tonnerre-Le Huédé, sous le nom de Pactole. Il part ensuite à La Rochelle. En 1971, l'armement concarnois Pierre Nicot le rachète et le nomme Hémérica. Il pêche alors en Atlantique-nord. En 1981, il cesse la pêche. En 1984 il est intégré au Musée de la pêche de Concarneau et amarré contre la Ville close.

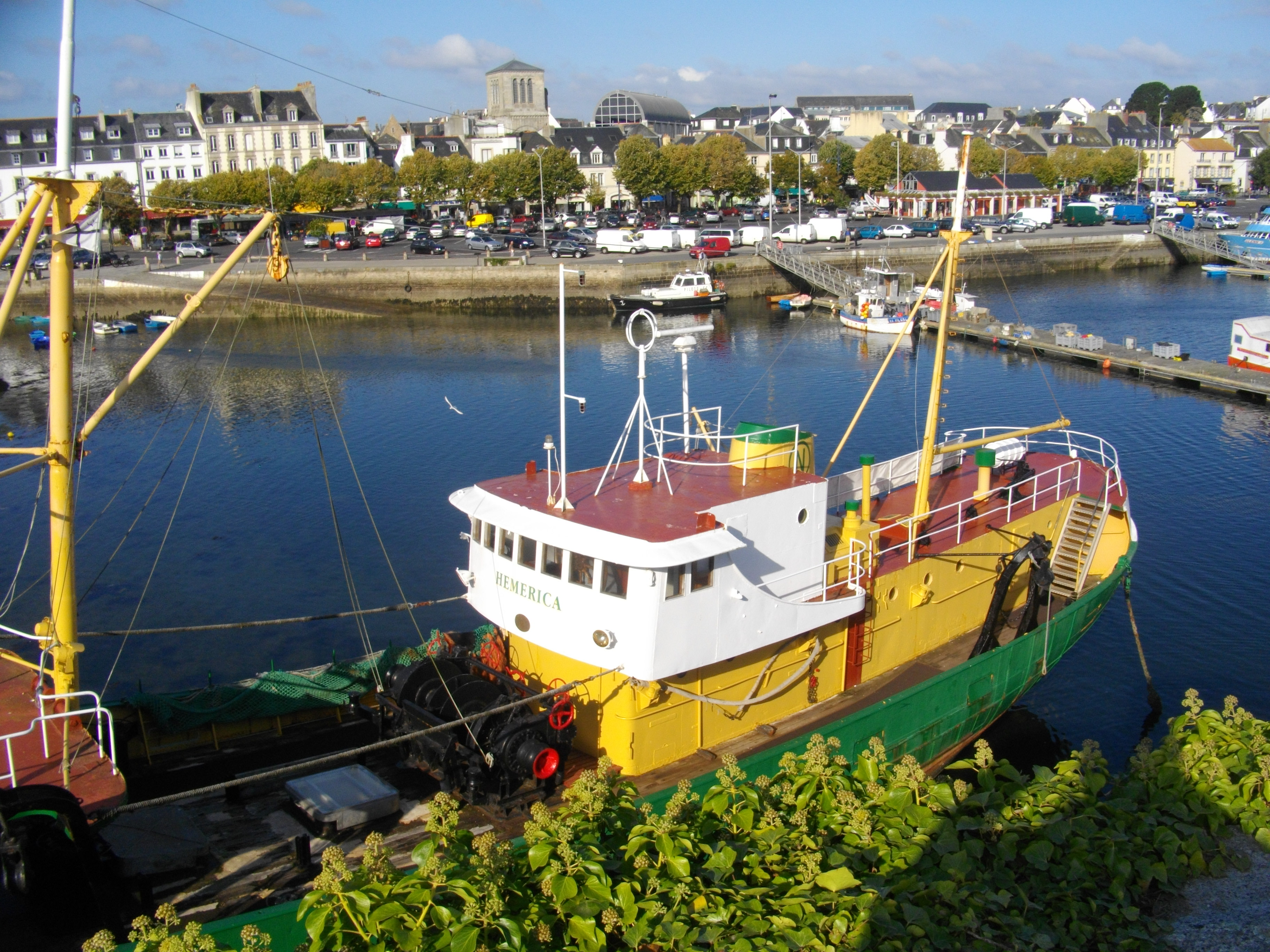
L'Hémérica vue des remparts de la ville-close
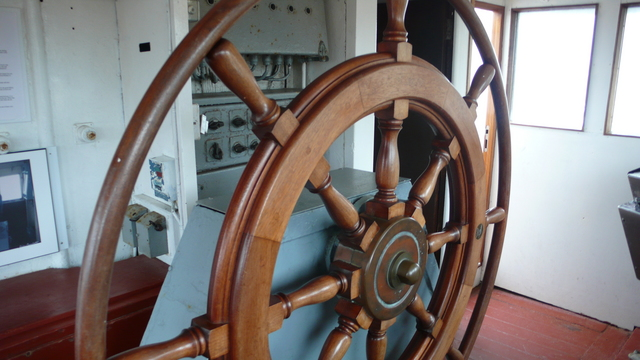
La barre
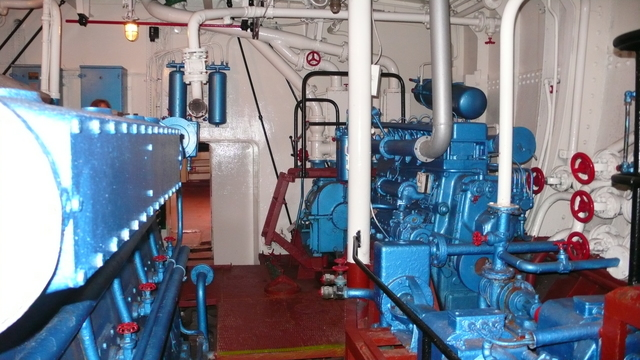
La salle des machines
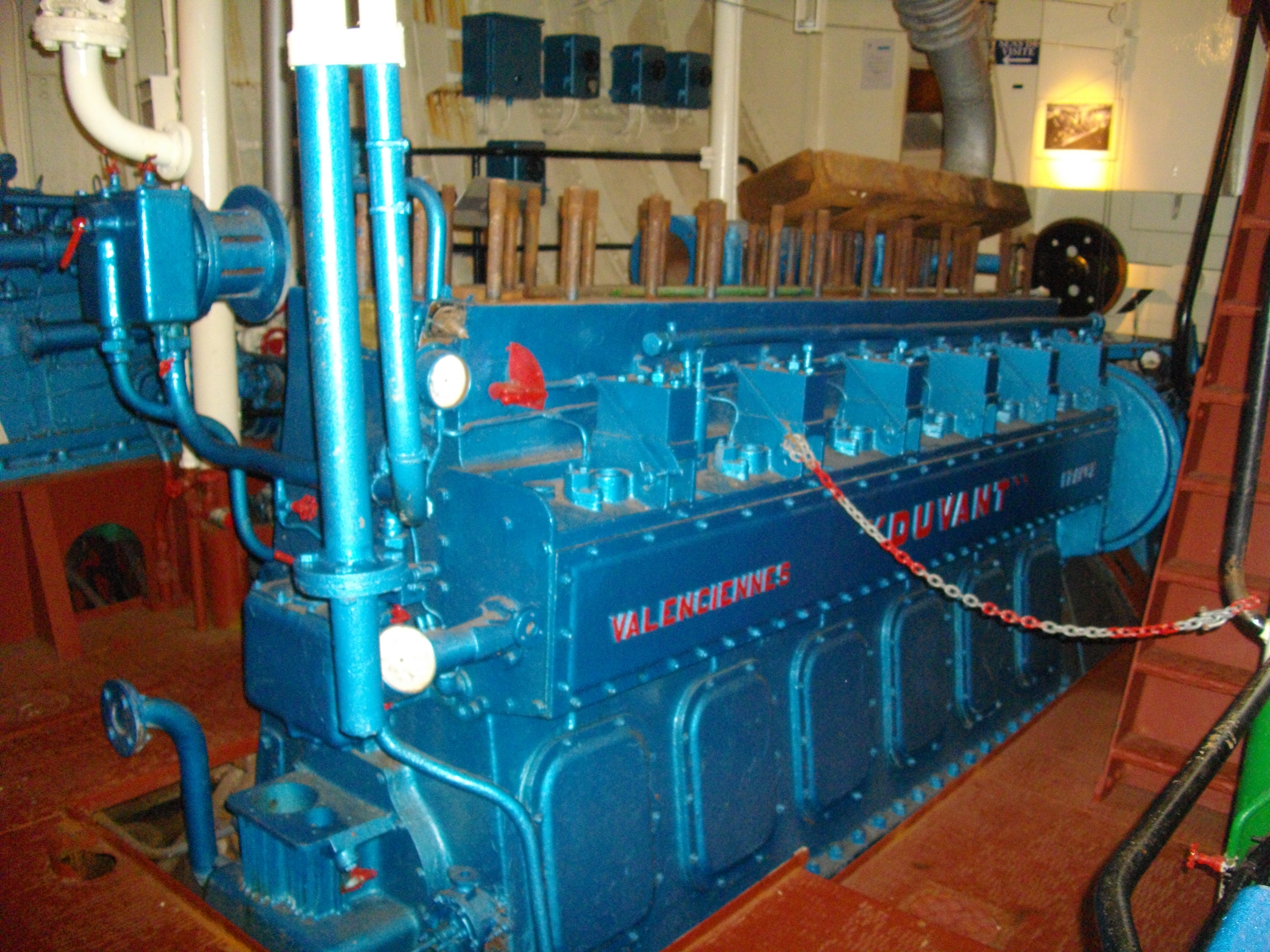
Un des moteurs Duvant
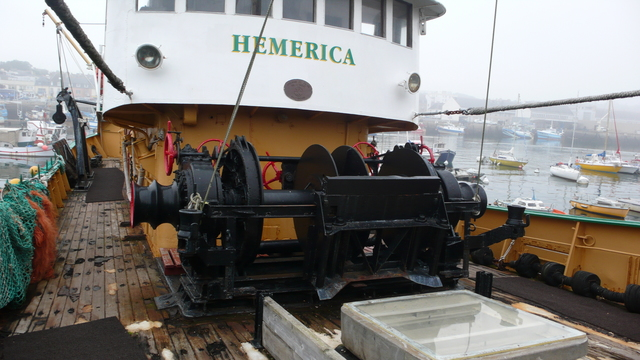
Le pont

### Sources
- L’Hémérica, sur Bateau de peche.net